# Neerbeekbreuk
De Neerbeekbreuk is een breuk in Nederlands Zuid-Limburg.
De breuk is vernoemd naar het dorp Neerbeek.
Op ongeveer drie kilometer naar het westen ligt de Elsloobreuk en op ongeveer anderhalf tot vier kilometer naar het noordwesten ligt de Benzenraderbreuk.

## Ligging
De breuk loopt noordwest-zuidoost over het Plateau van Graetheide en het Centraal Plateau langs de plaatsen Geleen (Krawinkel), Neerbeek, Genhout, Op de Bies, Aalbeek en Hulsberg. De breuk eindigt op of voor de Kunraderbreuk.

## Geologie
De breuken in Zuid-Limburg zijn ontstaan doordat tijdens het Pleistoceen de Ardennen omhoog kwamen, waardoor het gebied tussen de Ardennen en de Feldbissbreuk mee werd opgeheven en er breuken ontstonden.